# 오동천 (축구인)
오동천(1966년 1월 20일 ~ )은 대한민국의 전직 축구 선수이다. 현역 시절 포지션은 미드필더였다.

## 선수 경력
1989년 오동천은 일화 천마에 입단했다. 1989년 8월 23일 유공 코끼리와의 경기에서 프로 데뷔골을 기록했다. 입단 첫 시즌인 1989시즌에 27경기 1골 2도움을 올렸다.
1995시즌을 앞두고 신생팀인 전북 다이노스에 입단했다. 1995년 5월 7일 전남 드래곤즈와의 경기에서 전북 소속으로 첫 경기를 치렀다. 1995년 10월 14일 LG 치타스와의 경기에서 전북 이적 후 첫 골을 기록했다. 1995시즌 21경기 1골 1도움을 기록했다.
1996시즌 이후 현역에서 은퇴했다.

## 은퇴 이후
은퇴 이후 현대자동차에 취직했다.